# Karl Hellmer
Karl Hellmer (* 11. März 1896 in Wien, Österreich-Ungarn; † 18. Mai 1974 in Berlin) war ein österreichischer Schauspieler.

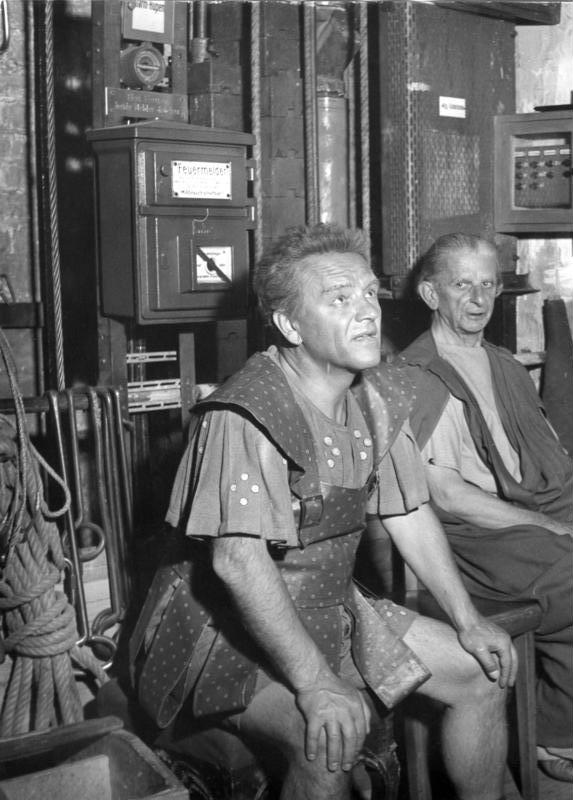
Karl Hellmer 1953

## Leben
Der Sohn des Maurers und späteren Betriebsleiters Josef Hellmer und seiner Frau Anna studierte von 1911 bis 1914 an der Elektro- und Maschinenschule in Pola. Nach dem Ersten Weltkrieg erhielt er ab 1918 Schauspielunterricht an der Wiener Staatsakademie für Musik und darstellende Kunst. 1921 debütierte er am Akademietheater in dem Stück Lumpazivagabundus.
Seine Theaterlaufbahn führte Hellmer nach Pilsen, Meißen, Bad Reinerz und Bielitz und schließlich 1926 nach Berlin. Dort stand er auf verschiedenen Bühnen und erhielt 1935 ein Engagement am Deutschen Theater. Er wurde vorwiegend als komisch-tragischer Charakter eingesetzt.
Ähnliche Aufgaben erhielt der Mann mit den etwas zu kurz wirkenden Beinen auch im Film. Seine Figuren waren fast immer von Melancholie geprägt, nur ausnahmsweise gehörte er zu den Siegern wie in dem Film Drei Mäderl um Schubert, wo er den Vater des Mannes spielte, der dem Titelhelden, gespielt von Paul Hörbiger, seine Angebetete wegschnappte. Kurz vor Kriegsende wurde er von Joseph Goebbels in die Gottbegnadeten-Liste aufgenommen.
Im Nachkriegskino der 50er Jahre spielte Hellmer regelmäßig etwas rückständige ältere Kleinbürger, auch Kleinkriminelle wie in dem Krimi Der Greifer. Im Heimatfilm Mein Bruder Josua ist er einer der beschränkten Einheimischen, die einem entlassenen Zuchthäusler die Resozialisierung unmöglich machen.
Als Theaterschauspieler arbeitete Hellmer ab 1951 am Schillertheater Berlin. Besondere Erfolge feierte der kauzig wirkende Darsteller in den Zauberstücken von Ferdinand Raimund und Johann Nestroy. In der Zeit seiner Arbeit am Schillertheater Berlin war er auch als Synchronsprecher tätig.
Er war seit 1927 mit Selma Dietl verheiratet und Vater von zwei Kindern mit seiner Ehefrau und einem unehelichen, von ihm anerkannten, Sohn. Karl Hellmer, der seit 1963 auch den Titel Staatsschauspieler führte, wurde am 29. September 1971 das Bundesverdienstkreuz 1. Klasse verliehen.
Die Grabstätte von Karl Hellmer befindet sich auf dem Friedhof Berlin-Schmargendorf.

## Filmografie (Auswahl)
- 1932: Ich bei Tag und Du bei Nacht
- 1934: Der junge Baron Neuhaus
- 1934: Liebe, Tod und Teufel
- 1935: Der Student von Prag
- 1935: Leichte Kavallerie
- 1936: Ungeküßt soll man nicht schlafen gehn (Wer zuletzt küßt…)
- 1936: Schloß Vogelöd
- 1936: Das Gäßchen zum Paradies
- 1936: Drei Mäderl um Schubert
- 1936: Stadt Anatol
- 1937: Togger
- 1937: Madame Bovary
- 1938: Kleiner Mann – ganz groß
- 1938: Kleines Bezirksgericht
- 1939: Es war eine rauschende Ballnacht
- 1940: Falstaff in Wien
- 1940: Wie konntest Du, Veronika!
- 1940/42: Der große König
- 1941: Der Weg ins Freie
- 1941: Friedemann Bach
- 1942: Der Fall Rainer
- 1942: Wien 1910
- 1943: Karneval der Liebe
- 1943: Der kleine Grenzverkehr
- 1943: Die Zaubergeige
- 1944: Nora
- 1944: Träumerei
- 1944: Junge Adler
- 1945: Via Mala
- 1945: Der Mann im Sattel (UA: 2000)
- 1947: Wozzeck
- 1947: Ehe im Schatten
- 1947: Grube Morgenrot
- 1949: Der große Mandarin
- 1949: Quartett zu fünft
- 1949: Die Brücke
- 1950: Dr. Semmelweis - Retter der Mütter
- 1950: Saure Wochen – frohe Feste
- 1950: Das kalte Herz
- 1951: Die Schuld des Dr. Homma
- 1951: Modell Bianka
- 1953: So ein Affentheater
- 1953: Christina
- 1954: Ännchen von Tharau
- 1954: Ludwig II. – Glanz und Ende eines Königs
- 1954: Die Hexe
- 1955: Die Ratten
- 1956: Waldwinter
- 1956: Die Christel von der Post
- 1956: Der Hauptmann von Köpenick
- 1956: Mein Bruder Josua
- 1957: Die Unschuld vom Lande
- 1957: Liebe, Jazz und Übermut
- 1957: Der Greifer
- 1958: Wehe, wenn sie losgelassen
- 1961: Die Ehe des Herrn Mississippi
- 1961: Das Riesenrad
- 1966: Hafenpolizei (Fernsehserie) – Das Autowrack
- 1967: Rheinsberg
- 1967: Großer Mann was nun? (Fernsehserie, 7 Folgen)
- 1968: Das Schloß
- 1968: Der Partyphotograph
- 1969: Der Kommissar (Fernsehserie) – Die Schrecklichen
- 1970: Der Kommissar (Fernsehserie) – Drei Tote reisen nach Wien
- 1972: Der Fall Opa
- 1973: Lokaltermin (TV-Serie) – Der Schutzmann von Köpenick

## Theater
- 1926: Carl Laufs: Ein toller Einfall (Musikdirektor Krönlein) – Regie: Paul Marx (Theater in der Kommandantenstraße Berlin)
- 1926: Ludwig Anzengruber: Der G’wissenswurm (Vater Poltner) – Regie: Hermann Wlach (Theater in der Kommandantenstraße Berlin)
- 1926:  Max Reimann, Otto Schwartz: Familie Hannemann – Regie: ? (Theater in der Kommandantenstraße Berlin)
- 1927: Richard Keßler, Heinrich Stobitzer: Der Regimentspapa – Regie: ? (Theater in der Kommandantenstraße Berlin)
- 1927: Heinrich Wilken: Ehrliche Arbeit (Baron) – Regie: Ernst Raden (Theater in der Kommandantenstraße Berlin)
- 1927: Alfred Möller: Die Kleine vom Varieté – Regie: Ernst Raden (Theater in der Kommandantenstraße Berlin)
- 1928: Else und Horst Bergner: Wie Klein Huckepack zum Waldkönig kam – Regie: Kurt Appel (Theater in der Lützowstraße Berlin)
- 1928: Gustav Wied: 2 X 2 = 5 (Rechnungsrat Hamann) – Regie: Ernst Raden (Theater in der Klosterstraße Berlin)
- 1928: Roderich Benedix: Der Störenfried (Onkel Leberecht Müller) – Regie: Ernst Raden (Theater in der Kommandantenstraße Berlin)
- 1930: David Kalisch: Einer von unsere Leut (Stössel) – Regie: ? (Theater in der Klosterstraße Berlin)
- 1932: Walter Gilbricht: Oliver Cromwells Sendung (2. Deputierter) – Regie: Heinz Hilpert (Volksbühne Theater am Bülowplatz Berlin)
- 1932: Nikolai Gogol: Der Revisor – Regie: Heinz Hilpert (Volksbühne Theater am Bülowplatz Berlin)
- 1933: Gerhart Hauptmann:  Florian Geyer (Sartorius) – Regie: Heinz Hilpert (Volksbühne Theater am Bülowplatz Berlin)
- 1933: Emil Pohl: Eine leichte Person (Störinsky) – Regie: Heinz Hilpert (Volksbühne Theater am Bülowplatz Berlin)
- 1933: Friedrich Schreyvogl: Tod in Genf (Amtsdiener des Völkerbundes) – Regie: Martin Kerb (Volksbühne Theater am Horst-Wessel-Platz Berlin)
- 1940: Carlo Goldoni: Das Kaffeehaus – Regie: Bruno Hübner (Deutsches Theater Berlin)
- 1940: Max Mell: Das Spiel von den deutschen Ahnen – Regie: Bruno Hübner (Deutsches Theater Berlin)
- 1944: William Shakespeare: Das Wintermärchen – Regie: Heinz Hilpert (Deutsches Theater Berlin)
- 1945: Anton Tschechow: Der Heiratsantrag – Regie: Rudolf Hammacher (Deutsches Theater Berlin)
- 1946: Friedrich Wolf: Beaumarchais oder Die Geburt des Figaro – Regie: Paul Bildt (Deutsches Theater Berlin)
- 1946: Johann Nestroy: Frühere Verhältnisse (Anton Muffl) – Regie: Willi Schmidt (Schlosspark Theater Berlin)
- 1947: Johann Strauss: Die Fledermaus – Regie: Walter Felsenstein (Komische Oper Berlin)
- 1947: Konstantin Simonow: Die russische Frage (Murray) – Regie: Falk Harnack (Deutsches Theater Berlin)
- 1947: Jewgeni Schwarz: Der Schatten (Pietro) – Regie: Gustaf Gründgens (Deutsches Theater Berlin – Kammerspiele)
- 1948: Pedro Calderón de la Barca: Dame Kobold (Cosme) – Regie: Arthur Maria Rabenalt (Deutsches Theater Berlin – Kammerspiele)
- 1948: Herrmann Mostar: Der Zimmerherr – Regie: Wolfgang Böttcher (Volksbühne im Haus Vaterland Berlin)
- 1948: Ilja Ehrenburg: Der Löwe auf dem Marktplatz – Regie: Heinz Wolfgang Litten (Volksbühne im Theater in der Kastanienallee Berlin)
- 1949: Johann Nestroy: Der böse Geist Lumpacivagabundus – Regie: Fritz Wisten (Volksbühne im Theater am Schiffbauerdamm Berlin)
- 1950: Ferdinand Raimund: Der Bauer als Millionär (Fortunatus Wurzel) – Regie: Ernst Legal (Volksbühne im Theater am Schiffbauerdamm Berlin)
- 1951: Pierre Augustin Caron de Beaumarchais: Der tolle Tag oder Figaros Hochzeit (Basilio) – Regie: Günther Rennert (Schiller Theater Berlin
- 1951: Johann Nestroy: Die beiden Nachtwandler – Regie: Oscar Fritz Schuh (Schiller Theater Berlin)
- 1952: Hugo von Hofmannsthal: Das große Welttheater (Bauer) – Regie: Heinrich Koch) (Freilichtaufführung vor dem Berliner Schloss Charlottenburg)
- 1953: Stefan Barcava: Die Gefangenen – Regie: Rudolf Noelte (Schiller Theater Berlin)
- 1953: Molière: Amphitryon – Regie: Friedrich Siems (Schiller Theater Berlin)
- 1954: George Bernard Shaw: Zu wahr, um schön zu sein – Regie: Heinrich Koch (Schlosspark Theater Berlin)
- 1956: Carl Zuckmayer: Das kalte Licht (Roittner) – Regie: Boleslaw Barlog (Schiller Theater Berlin)
- 1956: Hugo von Hofmannsthal: Cristinas Heimreise – Regie: Rudolf Steinboeck (Schiller Theater Berlin)
- 1957: Seán O’Casey: Rote Rosen für mich (Hausbesitzer) – Regie: Leo Mittler (Schlosspark Theater Berlin)
- 1957: Friedrich Dürrenmatt: Der Besuch der alten Dame – Regie: Hans Lietzau (Schiller Theater Berlin)
- 1957: Molière: Der eingebildete Kranke (Argan) – Regie: Heinrich Schnitzler (Schlosspark Theater Berlin)
- 1958: Félicien Marceau: Das Ei – Regie: Willi Schmidt (Schlosspark Theater Berlin)
- 1958: Georg Kaiser: Die Papiermühle – Regie: Walter Henn (Schlosspark Theater Berlin)
- 1959: Edmond Rostand:  Cyrano de Bergerac – Regie: Werner Düggelin (Schiller Theater Berlin)
- 1959: Johannes Mario Simmel: Der Schulfreund – Regie: Albert Bessler (Schlosspark Theater Berlin)
- 1959: Günter Grass: Noch zehn Minuten bis Buffalo – Regie: ? (Schiller Theater Berlin)
- 1961: Tadeusz Różewicz: Die Kartothek – Regie: William Dieterle (Schiller Theater Berlin)
- 1961: John Whiting: Die Teufel – Regie: Hans Lietzau (Schiller Theater Berlin)
- 1962: Johann Strauss: Wiener Blut – Regie: Fritz Hoppe (Titania-Palast Berlin)
- 1962: William Shakespeare: Wie es euch gefällt – Regie: Boleslaw Barlog (Schiller Theater Berlin)
- 1962: Martin Walser: Eiche und Angora – Regie: Helmut Käutner (Schiller Theater Berlin)
- 1963: William Shakespeare: Was ihr wollt – Regie: Rudolf Sellner (Schiller Theater Berlin)
- 1972: Ferdinand Raimund: Der Alpenkönig und der Menschenfeind – Regie: Hans Hollmann (Schiller Theater Berlin)

## Hörspiele (Auswahl)
- 1947: Hugo von Hofmannsthal: Das Salzburger große Welttheater (Bauer) – Regie: Hanns Korngiebel (RIAS Berlin)
- 1949: O. Henry: Im Kreise – Regie: Karl Metzner (RIAS Berlin)
- 1950: Jaroslav Hašek: Der brave Soldat Schwejk – Regie: Carl Nagel (Mitteldeutscher Rundfunk)[2]
- 1957: Charles Dickens: Die Glocken von London (Dorothy Chickenstalker) – Regie: Hanns Korngiebel (SWF / RIAS Berlin / RB)
- 1962: Ephraim Kishon: Schwarz auf Weiß (Kasimir Käsehoch) – Regie: Hanns Korngiebel (RIAS Berlin)
- 1965: Alice Berend: Spreemann & Co. Damals war’s – Geschichten aus dem alten Berlin (Meister Stanislaus Slovitzka, Schuhmacher am Dönhoffplatz) (Geschichte Nr. 3 in 15 Folgen) – Regie: Ivo Veit (RIAS Berlin)
- 1965: Ulrike Brückner: Berliner Rangen. Damals war’s – Geschichten aus dem alten Berlin (Onkel Wastl, bayr. für Sebastian) (Geschichte Nr. 4 in 8 Folgen) – Regie: Ivo Veit (RIAS Berlin)
- 1967: August Heinrich Kober: Zirkus Renz. Damals war’s – Geschichten aus dem alten Berlin (Zetsomé, rechte Hand von Ernst Renz) (Geschichte Nr. 8 in 20 Folgen) – Regie: Ivo Veit (RIAS Berlin)
- 1969: Friedrich Hackländer: Bertha Wegemanns Wege. Damals war’s – Geschichten aus dem alten Berlin (Johannes Wegemann) (Geschichte Nr. 11 in 15 Folgen) – Regie: Ivo Veit (RIAS Berlin)
- 1971: Edwin Beyssel: Der gemütliche Gustav. Damals war’s – Geschichten aus dem alten Berlin (Xaver Weinzierl, Konditor) (Geschichte Nr. 15 in 12 Folgen) – Regie: Ivo Veit (RIAS Berlin)
- 1971: Karl Günther Hufnagel: Agnus Dei – Auch wir schlachten ein Lamm (Kommissar) – Regie: Günter Bommert (RB)
- 1971: Kazimierz Orlos: Stillschweigende Abmachung – Regie: Siegfried Niemann (SFB)